# Enes Čengić
Enes Čengić (Foča, 4. travnja 1926. – Zagreb, 17. kolovoza 1994.) bio je bosanskohercegovački i hrvatski književnik i publicist, član Društva hrvatskih književnika, porijeklom iz vrlo stare bosanske plemićke obitelji.

## Životopis
Rođen je u Foči, gdje je završio Građansku školu, a Željezničku tehničku u Sarajevu. Počeo je pisati kao vanjski suradnik sarajevske novinske kuće Oslobođenje.
Kao zagrebački dopisnik Oslobođenja od 1955. zapažen je po reportažama, komentarima, putopisima i intervjuima s istaknutim ličnostima kulturnog i javnog života. Surađivao je u Vjesniku, Večernjem listu, Delu, Politici, Večernjim novostima, tjednicima Danas, Svijet, NIN i drugima te u radijskim, a i televizijskim emisijama, u nekima kao scenarist i pripovjedač.
Dokumentarno je važan zbog brojnih fotoportreta znamenitih suvremenika i niza Krležinih portreta, koje je snimio.
Upravo je Krleži posvetio najveći dio publicističke djelatnosti. Pokrenuo je i uredio projekt tiskanja izabranih djela u 20 tomova i sabranih djela Miroslava Krleže u 50 tomova, koja je do danas jedina potpuna zbirka djela Miroslava Krleže.
Krleža je oporučno na Čengića prenio doživotno upravljanje svim svojim autorskim, izdavačkim i reproducentskim pravima te zaštitu svog književnog djela.
Autor je 11 knjiga, među kojima i onih o Gustavu Krklecu i Branku Ćopiću.
Rad je posvetio nadasve hrvatskom kulturnom krugu, gdje posebno mjesto zauzimaju knjige o Krleži. U fotomonografiji Krleža kronološki obrađuje njegovu biografiju, uz koju donosi bogat, široj javnosti uglavnom nepoznat ilustrativni materijal.
Istaknuti su Čengićevi šestotomni memoari S Krležom iz dana u dan I-IV (1985.) i Post mortem I-II (1990.), kojima stječe epitet Krležina Eckermanna.

## Nagrade
Dobitnik je brojnih priznanja i dviju nagrada za životno djelo. Godine 1966. dobio je Šestotravanjsku nagradu Grada Sarajeva. Postumno je 2007. odlikovan i najvišim hrvatskim državnim odlikovanjem za zasluge u kulturi – Redom Danice hrvatske s likom Marka Marulića za osobite zasluge u kulturi.